# Chiesa di Santa Maria Assunta (Bardello con Malgesso e Bregano)
La chiesa di Santa Maria Assunta, nota anche con il titolo di santuario, è la parrocchiale di Bregano, frazione del comune sparso di Bardello con Malgesso e Bregano, in provincia di Varese ed arcidiocesi di Milano; fa parte del decanato di Besozzo.

## Storia
La prima citazione di una cappella risale alla fine del XIII secolo ed è contenuta nel Liber Notitiae Sanctorum Mediolani di Goffredo da Bussero; inoltre, una lapide ritrovata nella chiesa reca l'anno 1230.
Questo luogo di culto venne visitato nel 1567 da un delegato dell'arcivescovo Carlo Borromeo, mentre ricevette il presule in persona nel 1574.
Nel 1620 si procedette furono costruiti il presbiterio e una cappella laterale sul lato sinistro; tra la metà del Settecento e la metà dell'Ottocento la chiesa fu interessata a più riprese da ampliamenti, rimaneggiamenti e restauri, in occasione dei quali si procedette alla realizzazione dell'abside e al rifacimento delle volte.
La chiesa di Bregano dipendeva dalla parrocchia di San Lorenzo martire in Biandronno, come attestato dalle visite pastorali degli arcivescovi Giuseppe Pozzobonelli, nel 1748, e Andrea Carlo Ferrari, nel 1898. In quest'ultima occasione, il cardinale Ferrari concesse ai breganesi un sacerdote residente, a patto che essi gli procurassero un alloggio; la sagrestia e la cappella laterale sul lato destro vennero edificati nel 1903.
La parrocchia di Bregano fu eretta nel 1942 tramite decreto dell'arcivescovo di Milano Alfredo Ildefonso Schuster datato 25 febbraio.
Con la riorganizzazione territoriale dell'arcidiocesi voluta dal cardinale Giovanni Colombo, tra il 1971 e il 1972 la parrocchia confluì nel decanato di Besozzo, nato dalla trasformazione del precedente omonimo vicariato; nel 1974 si procedette all'adeguamento liturgico postconciliare mediante l'aggiunta dell'altare rivolto verso l'assemblea.
Tra il 1984 e il 1986 furono eseguiti vari interventi di risistemazione che previdero la ritinteggiatura della chiesa e il rifacimento dell'impianto elettrico.
Nel 2012 vennero realizzati i nuovi intonaci delle cappelle laterali e nel 2016 la chiesa fu integralmente restaurata.

## Descrizione

### Facciata
La facciata a capanna della chiesa, rivolta a occidente, è preceduta dal portico a salienti, sorretto da colonne e pilastri, e presenta centralmente il portale d'ingresso e ai lati due finestre a tutto sesto.
Annesso alla parrocchiale è il campanile a base quadrata, la cui cella presenta su ogni lato una bifora ed è coperta dal tetto a quattro falde.

### Interno
L'interno dell'edificio si compone di un'unica navata, sulla quale si affacciano una cappella laterale e i bracci del transetto, introdotti da archi a tutto sesto, e le cui pareti sono scandite da lesene e controlesene con capitelli dorici sorreggenti la cornice modanata e aggettante sopra la quale si impostano le volte; al termine dell'aula si sviluppa il presbiterio, rialzato di alcuni gradini, ospitante l'altare maggiore e chiuso dall'abside di forma semicircolare.